# Rassemblement pour une Guinée prospère
Le Rassemblement pour une Guinée prospère est un parti politique guinéen. 
Il s'agit de l'un des 24 partis ayant participé à l'élection présidentielle de 2010. Bouna Keita, à la tête du parti, est éliminé au 1er tour, avec 0,08 % des suffrages.
En 2010, c'est l'un des 44 partis qui rejoignent la coalition RPG-Arc-en-Ciel d'Alpha Condé,,,.
En mars 2020, le parti a remporte 1 siège a la 9eme législature guinéenne.